# Peter Scholze
Peter Scholze (ur. 11 grudnia 1987 w Dreźnie) – niemiecki matematyk, laureat Medalu Fieldsa z 2018 roku.

## Życiorys

### Kariera
Peter Scholze uczęszczał do Heinrich-Hertz-Gymnasium w Berlinie. Od młodości wykazywał rzadkie zdolności matematyczne – podczas Międzynarodowych Olimpiad Matematycznych zdobywał medale: trzykrotnie złoty i jeden raz srebrny. Po ukończeniu liceum uzyskał dyplom na Uniwersytecie w Bonn, a w 2012 obronił doktorat. W wieku 24 lat został najmłodszym profesorem w Niemczech.
W 2014 roku wygłosił wykład sekcyjny na Międzynarodowym Kongresie Matematyków w Seulu. W 2022 został członkiem zagranicznym Royal Society.

### Życie prywatne
Jest żonaty i ma córkę.

## Wyróżnienia
- Clay Fellowship (2011, przyznawana przez Clay Foundation)[2]
- Prix Peccot (2013, przyznawana przez Collège de France)[2]
- Clay Research Award (2014)[2]
- Cole Prize for Algebra (2015 r. przyznawana przez American Mathematical Society)[2]
- Leibniz Prize (2016, przyznawana przez German Research Foundation)[2]
- Academy Award (2016, przyznawana przez Berlin-Brandenburg Academy of Sciences and Humanities)[2]
- Nagroda EMS (2016)[9]
- Medal Fieldsa (2018)[3]